# Jean-Marc de La Sablière
Jean-Marc de La Sablière  (* 8. November 1946 in Athen) war ein französischer Diplomat.

## Leben
Jean-Marc de La Sablière ist der Sohn von Bertrand Edmond Rochereau de La Sablière.
Er studierte Rechtswissenschaft am Institut d’études politiques de Paris in Paris. Danach wurde er in die École nationale d’administration aufgenommen (Promotion François Rabelais).
Er trat am 1. Juni 1973 in den auswärtigen Dienst ein. Am Quai d’Orsay leitete er unter anderem die Abteilung Subsahara-Afrika.
Von 2000 bis 2002 beriet er Jacques Chirac.
Von 2002 bis 2007 vertrat er die Französische Regierung im UN-Hauptquartier und auf dem ständigen Sitz im UN-Sicherheitsrat.
Ab dem Jahr 2007 war er Botschafter in Rom und residiert als solcher im Palazzo Farnese, bevor er 2011 in den Ruhestand ging.
Er ist Offizier der Ehrenlegion und Ritter des Ordre national de mérite.